# Luperina siegeli
Luperina siegeli is een vlinder uit de familie uilen (Noctuidae). De wetenschappelijke naam is voor het eerst geldig gepubliceerd in 1986 door Berio.
De soort komt voor in Europa.